# Административное деление Туркменской ССР на 1 января 1926 года
Туркменская ССР по состоянию на 1 января 1926 года включала в себя:
- 5 округов, которые делились на:
  - 30 районов (с 13 января 1926 года — 32 района),
    - некоторые районы имели в своём составе волости (упразднены с 13 января 1926 года).

Административный центр ССР — город Полторацк.
По оценочным данным января 1925 года, когда в округах республики были образованы районы, в Туркменской ССР было приблизительно 426 сельсоветов, 1217 сельских населённых пунктов, 9 городов, около 150 тыс. хозяйств (дворов). Данные переписи 17 декабря 1926 года говорят уже о 17 городских населённых пунктах и 3 407 сельских поселениях.

## Административное деление Туркменской ССР в январе 1926 года
Данные по административно-территориальному делению Туркмении представлены с учётом последней волны преобразований в рамках окружного деления республики, установленного в конце 1924 года, которая прошла 13 января 1926 года (новые районы и упразднённые выделены цветом) и предшествовала, таким образом, обратному процессу ликвидации округов в Туркменской ССР.
| Административные единицы высшего (округа) и среднего (районы) уровня | Центр                         | Площадь, кв. км | Число селений | Дата образования | Примечания |
| Керкинский округ                                                     | г. Керки                      | 11 624          | 98            | 4.12.1924        | |
| -------------------------------------------------------------------- | ----------------------------- | --------------- | ------------- | ---------------- | --- |
| Карлюкский район                                                     | c. Карлюк                     |                 |               | 12.1925          | |
| Келифский район                                                      | г. Келиф                      |                 | 20            | 01.1925          | |
| Керкинский район                                                     | г. Керки                      |                 | 17            | 01.1925          | |
| Кизыл-Аякский район                                                  | с. Кизыл-Аяк                  |                 | 7             | 01.1925          | |
| Таш-рабадский район                                                  | с. Таш-рабад                  |                 | 12            | 01.1925          | |
| Халачский район                                                      | с. Халач                      |                 | 21            | 01.1925          | Также именовался Павлевартинским, вероятно, по имени села Пальварт (впоследствии — Интернационал), которое находится на левом берегу Амударьи к северо-западу от села Халач. |
| Ходжа-Джамбовский район                                              | с. Ходжа-Джамбой              |                 | 21            | 01.1925          | |
| Ленинский округ                                                      | г. Ленинск                    | 11 231          | 223           | 4.12.1924        | |
| Бурдалыкский район                                                   | кишлак Баят                   |                 | 9             | 01.1925          | В период 01.1925—02.1925 центром района было с. Бурдалык. |
| Дарган-Атинский район                                                | кишлак Дарган-Ата             |                 |               | 02.1925          | |
| Денаусский район                                                     | кишлак Денау                  |                 | нет данных    | 01.1925          | |
| Карабекаульский район                                                | местность Кураиш (Карабекаул) |                 |               | 02.1925          | |
| Саятский район                                                       | кишлак Ших-Арык               |                 | 46            | 01.1925          | В период 01.1925—02.1925 центром района было с. Саят. |
| Старо-Чарджуйский район                                              | пгт Старый Чарджуй            |                 | 137           | 01.1925          | В период 01.1925—02.1925 район именовался также Ленинским и его центром был г. Ленинск. |
| Фарабский район                                                      | кишлак Битик                  |                 | 31            | 01.1925          | В период 01.1925—02.1925 центром района была станция Фараб. |
| Мервский округ                                                       | г. Мерв                       | 161 911         | 439           | 4.12.1924        | |
| Байрам-Алийский район                                                | пгт Байрам-Али                |                 | 92            | 01.1925          | |
| Иолотанский район                                                    | пгт Иолотань                  |                 |               | 13.01.1926       | Район образован из существовавшей с января 1925 года по 13 января 1926 года в составе Мервского района Иолотанской волости. |
| Мервский район                                                       | г. Мерв                       |                 | 190           | 01.1925          | С января 1925 года по 13 января 1926 года в районе существовала Иолотанская волость, преобразованная затем в Иолотанский район. |
| Серахский район                                                      | пгт Серахс                    |                 | 25            | 01.1925          | |
| Тахта-Базарский район                                                | пгт Тахта-Базар               |                 | 64            | 01.1925          | В период 01.1925—02.1925 район именовался Пендинским районом. |
| Тедженский район                                                     | г. Теджен                     |                 | 68            | 01.1925          | С января 1925 года в районе существовала Красно-Текинская волость, упразднённая 13 января 1926 года. |
| Полторацкий округ                                                    | г. Полторацк                  | 190 632         | 311           | 4.12.1924        | |
| Атрекский район                                                      | аул Баят-Хаджи                |                 |               | 05.1925          | |
| Бахарденский район                                                   | станция Бахарден              |                 |               | 13.01.1926       | Район образован из существовавшей с января 1925 года по 13 января 1926 года в составе Кизыл-Арватского района Бахарденской волости. |
| Безмеинский район                                                    | станция Безмеин               |                 | 138           | 01.1925          | Район образован в январе 1925 года как Полторацкий с центром в г. Полторацк. В его составе также находилась Геок-Тепинская волость. 26 февраля 1925 года с сохранением прежнего названия центр района перенесён на станцию Безмеин. 13 января 1926 года район переименован в Безмеинский, Геок-Тепинская волость упразднена. |
| Гинсбургский район                                                   | пгт Гинсбург                  |                 | 27            | 01.1925          | |
| Казанджикский район                                                  | станция Казанджик             |                 | 12            | 01.1925          | |
| Кара-Калинский район                                                 | крепость Кара-Кала            |                 |               | 13.01.1926       | Район образован из существовавшей с января 1925 года по 13 января 1926 года в составе Кизыл-Арватского района Кара-Калинской волости. |
| Кизил-Арватский район                                                | пгт Кизил-Арват               |                 | 107           | 01.1925          | С января 1925 года в районе существовали Бахарденская и Кара-Калинская волости. 13 января 1926 года район был упразднён и его территория была разделена между Бахарденским и Кара-Калинским районами, образованными на базе соответствующих волостей.                                                                        |
| Красноводский район                                                  | г. Красноводск                |                 | 27            | 01.1925          | С января 1925 года в районе существовали Гасан-Кулийская и Джебельская волости, 13 января 1926 года Джебельская волость упразднена. |
| Ташаузский округ                                                     | г. Ташауз                     | 43 131          | 146           | 4.12.1924        | |
| Ильялинский район                                                    | c. Ильялы                     |                 | 43            | 01.1925          | |
| Куня-Ургенчский район                                                | c. Куня-Ургенч                |                 | нет данных    | 01.1925          | |
| Порсунский район                                                     | c. Порсу                      |                 | нет данных    | 01.1925          | |
| Тахтинский район                                                     | c. Тахта                      |                 | 41            | 01.1925          | |
| Ташаузский район                                                     | г. Ташауз                     |                 | 62            | 01.1925          | |

### Округа Туркменской ССР
Представлены оценочные данные по населению республики в разрезе округов по состоянию на январь 1925 года, момент начала создания сетки районов. Эти цифры были скорректированы и дополнены данными переписи населения СССР, прошедшей 17 декабря 1926 года.
| Округ             | Население в январе 1925 года | Население в январе 1925 года | Население в январе 1925 года | Население по переписи 1926 года | Население по переписи 1926 года | Население по переписи 1926 года | Население по переписи 1926 года | Население по переписи 1926 года | Национальный состав (перепись 1926 года) |
| Округ             | всё население                | городское                    | сельское                     | всё население                   | городское                       | сельское                        | городских нп                    | сельских нп                     | Национальный состав (перепись 1926 года) |
| ----------------- | ---------------------------- | ---------------------------- | ---------------------------- | ------------------------------- | ------------------------------- | ------------------------------- | ------------------------------- | ------------------------------- | --- |
| Керкинский округ  | 151 475                      | 3 991                        | 147 484                      | 128 639                         | 8 674                           | 119 965                         | 1                               | 285                             | туркмены — 104 559 (81,3 %), узбеки — 17 821 (13,9 %), русские — 3 799 (3 %) |
| Ленинский округ   | 168 606                      | 10 627                       | 157 979                      | 192 722                         | 15 624                          | 177 098                         | 2                               | 600                             | туркмены — 131 521 (68,2 %), узбеки — 43 675 (22,7 %), русские — 8 839 (4,6 %), казахи — 3 209 (1,7 %) |
| Мервский округ    | 192 601                      | 21 718                       | 170 883                      | 277 024                         | 31 691                          | 245 333                         | 6                               | 691                             | туркмены — 212 152 (76,6 %), русские — 20 011 (7,2 %), белуджи — 9 970 (3,6 %), армяне — 4 738 (1,7 %), афганцы — 3 856 (1,4 %), персы — 2 781 (1 %) |
| Полторацкий округ | 152 666                      | 52 870                       | 99 796                       | 277 122                         | 77 121                          | 200 001                         | 7                               | 1 359                           | туркмены — 193 632 (69,9 %), русские — 41 904 (15,1 %), армяне — 8 070 (2,9 %), персы — 4 114 (1,5 %), украинцы — 3 051 (1,1 %), тюрки — 3 006 (1,1 %), казахи — 2 785 (1 %) Полторацк: русские — 27 044 (52,4 %), армяне — 6 227 (12,1 %), персы — 2 206 (4,3 %), тюрки — 2 071 (4 %), украинцы — 1 295 (2,5 %), туркмены — 1 129 (2,2 %), татары — 804 (1,6 %), евреи — 729 (1,4 %) |
| Ташаузский округ  | 249 210                      | 10 670                       | 238 540                      | 125 407                         | 3 872                           | 121 535                         | 1                               | 472                             | туркмены — 77 928 (62,1 %), узбеки — 42 650 (34 %), казахи — 1 564 (1,2 %), каракалпаки — 1 537 (1,2 %) |

## Обзор административного деления Туркменской ССР в 1924—1930 годах
27 октября 1924 года была образована Туркменская ССР, куда вошли Красноводский, Мервский, Полторацкий и Тедженский уезды Туркменской области, Туркменская автономная область из состава Бухарской народной советской республики и Туркменская автономная область из состава Хорезмской народной советской республики. Туркменская АО, входившая в Бухарскую НСР, включала в себя Керкинский вилайет (в составе Керкинского, Кизыл-Аякского, Халачского и Ходжамбасского туменов), Ленинско-Туркменский вилайет (бывший Чарджуйский, в составе Дейнауского, Саятского, Старо-Чарджуйского и Фарабского туменов) и отдельный Келифский тумен. Туркменская АО, входившая в Хорезмскую НСР, включала в себя 5 районных шуро: Ильялинское, Куня-Ургенчское, Порсинское, Тахтинское и Ташаузское.
4 декабря 1924 года в республике было введено окружное деление и образовано 5 округов. Мервский округ объединил Мервский и Тедженский уезды, Полторацкий округ — Красноводский и Полторацкий. Керкинский округ был создан на базе Керкинского вилайета (вместе с Келифским туменом), Ленинский округ — на базе Ленинско-Туркменского вилайета. Ташаузский округ образован в пределах бывшей Туркменской АО из состава Хорезмской НСР.
В январе 1925 года уезды и прочие прежние административные единицы были упразднены, введено районное деление внутри округов. Первоначально было образовано 26 районов, затем в течение 1925 года — ещё 4 (Дарган-Атинский, Карабекаульский, Атрекский и Карлюкский). В рамках некоторых крупных районов были образованы волости (в Кизыл-Арватском, Красноводском, Мервском, Полторацком и Тедженском). В феврале 1925 года прошёл процесс уточнения центров и названий районов: в некоторых случаях районы были переименованы, а их центры перенесены в новые населённые пункты.
13 января 1926 года прошла очередная волна административных преобразований — были упразднены волости, на основе некоторых волостей возникли новые районы (Иолотанский, Бахарденский и Кара-Калинский, Кизыл-Арватский район в итоге перестал существовать, будучи разделён на две части, число районов, таким образом, достигло 32).
13 августа 1926 года Мервский и Полторацкий округа были ликвидированы, районы, входившие в их состав, перешли в прямое подчинение Туркменской ССР. В январе 1927 года границы районов республиканского подчинения вновь были пересмотрены: возникли Гасан-Кулийский и Геок-Тепинский районы (ранее существовали соответствующие волости в Красноводском и Полторацком районах). Тогда же прошли очередные переименования: Безмеинский район (бывший Полторацкий, переименованный в январе 1926 года) вновь стал Полторацким (12 января 1927 года), Гинцбургский район стал Каахкинским (вероятно, в связи с переименованием пгт Гинцбург в Каахка). Наконец, 18 мая 1927 года было осуществлено переименование Полторацка в Ашхабад, и Полторацкий район стал Ашхабадским.
Что касается трёх сохранившихся округов на востоке республики, то в августе 1926 года, одновременно с ликвидацией двух округов на западе и в центре Туркмении, в Керкинском округе произошло объединение Келифского и Ташрабадского районов в новый Чаршангинский район. Ленинский округ 18 мая 1927 года стал Чарджуйским, в связи с изменением названия Ленинска на Чарджуй (Новый Чарджуй, в отличие от пригородного пгт Старый Чарджуй). 20 сентября 1930 года три оставшихся округа, Керкинский, Ташаузский и Чарджуйский, были упразднены.

## Комментарии
1. ↑  Данные на январь 1925 года, в разрезе существовавшей на тот момент сетки административного деления, без учёта всех последующих территориальных преобразований.
2. ↑  Без учёта данных по Денаусскому району, также образованному в январе 1925 года.
3. ↑  Без учёта данных по Куня-Ургенчскому и Порсунскому районам, которые также были образованы в январе 1925 года.
4. ↑  Мервский и Полторацкий округа были упразднены в августе 1926 года, до переписи, однако её результаты представлены с учётом этих двух округов. Ленинский округ был переименован в Чарджуйский, а Полторацк — в Ашхабад в мае 1927 года, уже после переписи, однако в её итогах эти административные единицы обозначены именно как Чарджуйский округ и город Ашхабад.
5. ↑  По данным января 1925 года, городской статус в округе, кроме города Керки, имел также и Келиф. Либо эти данные ошибочны, либо к моменту проведения переписи Келиф этот статус утратил.